# Трость (орудие наказания)

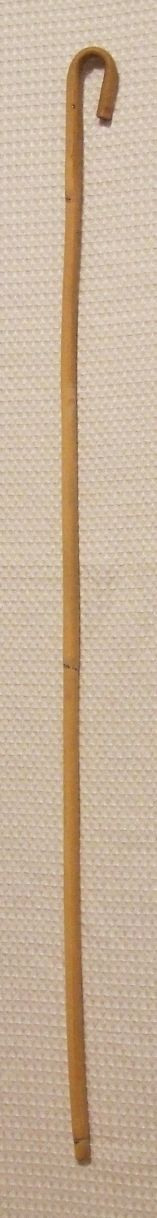
Трость из ротанга

Трость, гибкая трость, ро́зга-трость, кэйн или кейн (англ. cane, rattan cane) — инструмент для осуществления телесного наказания (порки); представляет собой гибкий прут длиной 60—120 см и толщиной от 4 до 13 мм; изготавливается преимущественно из ротанга или бамбука и часто покрывается лаком или различными средствами для пропитки дерева, увеличивающими её гибкость и уменьшающими износ. Часто перед пропиткой розгу-трость изгибают с той стороны, за которую её держат во время порки; получающийся крючок позволяет подвешивать розгу для хранения, а также при нанесении сильных ударов не даёт ей выскользнуть из руки экзекутора.

## Порка розгой-тростью
Каждый удар розгой-тростью причиняет намного более сильную боль, чем удар обычной розгой, при этом она не теряет своих ударных свойств после нанесения ею нескольких ударов, поэтому она одна может использоваться многократно; в течение одной порки, как правило, используется одна и та же трость (за исключением случаев, когда используются несколько тростей различной длины и толщины, с целью дозировать болевое воздействие). Порка производится чаще всего по ягодицам, реже по внутренней и внешней стороне бёдер, ладоням, икрам ног, стопам и пяткам, а женщин также по груди и гениталиям (из-за того, что удары розгой-тростью более болезненные и наносят более сильные повреждения, чем удары розгой, как правило, не секут по верхней части спины и животу из-за опасности повреждения внутренних органов; как правило, наносят гораздо меньше ударов и делают большие паузы между ними).

## История
Розга-трость впервые появилась в Европе в английских школах. До её появления там, как и в других странах, практиковалась порка традиционными розгами. Во многих английских школах пятница или суббота назывались днём порки, так как в эти дни секли большую часть учеников, ведь порка полагалась за малейшую провинность, и считалось, что если в течение недели ребёнок её не заслужил, то он скорее всего болен. Поскольку для порки даже одного ученика требовалось несколько розог, их приходилось заготавливать в огромных количествах. В большинстве школ заготовка розог входила в обязанности обслуживающего персонала, которому за это платили деньги, в некоторых это была обязанность самих учеников.
Во второй половине XIX века традиционные розги стали повсеместно заменяться на ротанговые трости. Исчезла необходимость заготавливать огромное количество розог, постоянно держать их под рукой и смотреть, чтобы они не закончились — теперь у каждого учителя была одна трость или 3—4 трости различной толщины и длины, чтобы использовать их в зависимости от тяжести проступка и возраста провинившегося. Порка розгами производилась обычно в присутствии одноклассников и по обнажённым ягодицам; несмотря на то, что ввиду более сильного болевого воздействия, тростью можно достаточно болезненно высечь через одежду, порка тростью поначалу выглядела точно так же, как и обычная, разница заключалась лишь в количестве ударов — если при порке обычными розгами её меняли после каждых 10-12 ударов, а всего наказуемый мог получить несколько десятков, а то и больше сотни ударов, то 10-12 ударов тростью уже были достаточно ощутимым наказанием, а 25-30 — очень сильным.
В первой половине XX века учеников по-прежнему чаще всего наказывали по обнажённым ягодицам, но учителям теперь, как правило, не разрешалось самим сечь учеников, а наказания всё чаще осуществлялись в кабинете директора или других специально предназначенных для этого местах.
Во второй половине XX века порка тростью стала осуществляться в основном через одежду; количество наносимых ударов снизилось до 4 за обычный проступок, 6 — за более тяжкий (иногда эти цифры менялись на 6 и 8 соответственно).
Порка тростью применялась в Великобритании до полного запрета на телесные наказания в школе.
Также порка розгой-тростью была заимствована многими другими странами, в том числе Германией, США, Австралией и другими. В большинстве из них впоследствии также был введён запрет на применение телесных наказаний в школе; в США запрет был введён не во всех штатах, в тех из них, где он не был введён, порка розгой-тростью была заменена на шлепки деревянным паддлом.
По состоянию на 2010-е годы порка тростью разрешена и применяется для наказания школьников в странах Юго-восточной Азии (Таиланд, Сингапур, Вьетнам, Южная Корея, Малайзия). В этих же и соседних с ними странах она также применяется для домашних наказаний детей.
В Сингапуре и Малайзии более тяжёлый вариант этого орудия применяется для физических наказаний преступников. В Индии ротанговая палка заменяет полицейским обычные в остальном мире резиновые дубинки.
Из британских школ перешёл в BDSM-практики, где широко применяется по сей день, являясь одним из ключевых атрибутов этой субкультуры. Поскольку на территории России, а затем и СССР не было широкой практики использования трости для наказания детей, розга-трость в России появилась в постсоветскую эпоху и только как атрибут BDSM-практики, в связи с чем этот инструмент не имеет общепринятого русскоязычного названия, порка тростью также не имеет устоявшегося русскоязычного названия и часто называется словом «кэнинг».